# Лиственные породы
Лиственные породы — цветковые деревья и кустарники, покрытые пластинчатой черешковой листвой, листья которых обычно отличаются разветвлённым жилкованием и посажены на заметно выраженные черешки.
Эволюционно лиственные древесные растения появились вслед за хвойными, в отличие от которых имеют завязи, развивающиеся по мере развития в плоды.
Лиственные породы могут составлять чисто лиственные леса, в которых они являются лесообразующими, или произрастать в составе смешанных лесов.

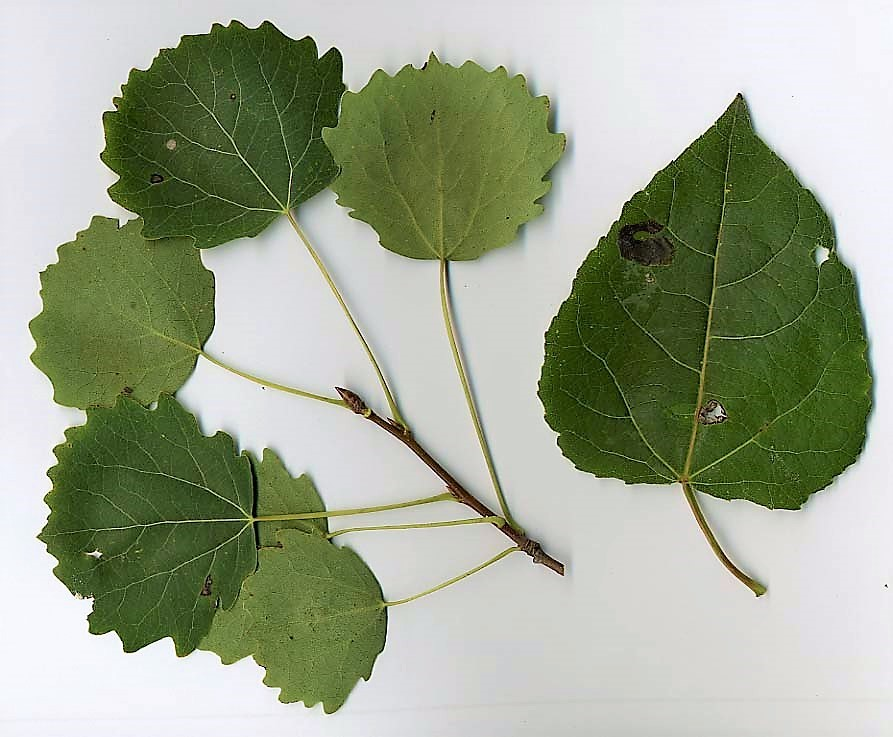
Листья осины

## Свойства
Древесина лиственных пород характеризуется большим разнообразием складывающих её элементов, чем у хвойных пород.
По физическим свойствами древесины лиственные породы делят на твёрдолиственные, обладающие древесиной высокой плотности, и мягколиственные с невысокой плотностью. К мягколиственным породам обычно относят осину, ольху, липу, тополь, иву; к твердолиственным — дуб, бук, граб, ясень, клён, грушу, тик, акацию.
По характеру облиственения лиственные породы разделяют на широколиственные и мелколиственные. К первым относят породы с относительно широкими листьями, такие как: бук, граб, липа, клён, вяз, ясень; ко вторым с относительно мелкими листьями, это обычно все виды берёзы, осина, ольха серая и ольха чёрная.

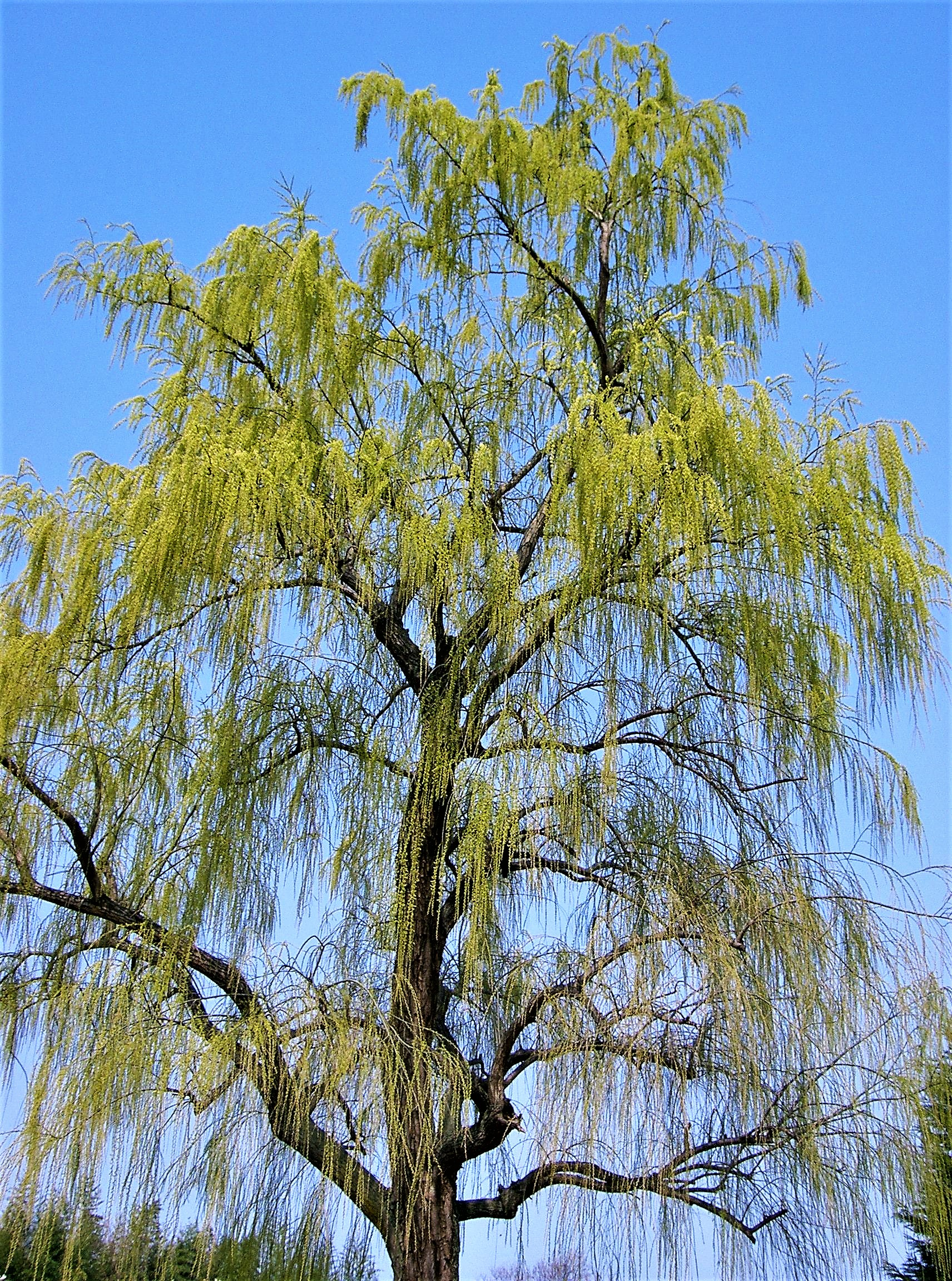
Ива плакучая

Среди лиственных пород есть растения, отличающиеся высокой требовательностью к качеству почвы, такие как липа и лещина, но есть и относительно нетребовательные, например, берёза или робиния обыкновенная.
Ряд светолюбивых растений (берёза, тополь) отличаются быстрым ростом, в то время, как теневыносливые характеризуются медленным ростом: липа, граб.
Некоторые лиственные породы отличаются довольно высокой морозостойкостью, например, берёза, осина, а другие являются весьма теплолюбивыми, например, абрикос; у отдельных видов высока засухоустойчивость (саксаул, фисташка, лох) и даже есть солеустойчивые виды, например: гледичия, саксаул, сумах.
Размножение лиственных пород проходит как семенным путём, так и вегетативным образом.

## Значение и применение
Лиственные породы находят широкое применение в хозяйственной деятельности человека. Их используют в лесном хозяйстве как источник ценных пород древесины, разводят для защиты полей в составе противоэрозионных насаждений, ими формируют лесополосы для задержки песков, культивируют для озеленения и паркового строительства.
Многие лиственные породы являются источником технического сырья: берёза, бересклет, эвкоммия, дуб, бирючина. Другие являются важным источником пищевых продуктов, их плоды издавна используются в пищу человеком, например: айва, лещина. Ряд известны как важные источники пряностей: лавр, прутняк, или как источники лекарственного сырья: калина, берёза, жимолость, липа, облепиха. Известны высококачественные медоносы: липа, акация, ива.